# NGC 5235
NGC 5235 је спирална галаксија у сазвежђу Девица која се налази на NGC листи објеката дубоког неба.
Деклинација објекта је + 6° 35' 6" а ректасцензија 13h 36m 1,4s. Привидна величина (магнитуда) објекта NGC 5235 износи 14,0 а фотографска магнитуда 14,8. NGC 5235 је још познат и под ознакама UGC 8582, MCG 1-35-12, CGCG 45-36, IRAS 13335+0650, PGC 47984.